# Phoebe Philo
Phoebe Philo OBE (Paris, 1º de janeiro de 1973) é uma estilista britânica. Em 2014, apareceu na lista das 100 pessoas mais influentes do ano pela Time.